# Paris (stație de metrou)
Paris este o stație proiectată de metrou din București. Se va afla în Sectorul 1, pe DN1 în apropierea Liceului Francez „Anna de Noailles”. Termenul estimat de punere în funcțiune era a doua jumătate a anului 2021.
În februarie 2023 lucrările de construcție a stației încă nu începuseră.